# Skid Row (irlandzki zespół muzyczny)
Skid Row – irlandzki zespół muzyczny działający w Dublinie w latach 1967–1972, grający muzykę blues-rockową. Liderem Skid Row był Brendan „Brush” Shiels (urodzony w Dublinie w 1945 roku). Była to pierwsza profesjonalna grupa Gary’ego Moore’a.

## Historia
Skid Row był supportem wielu popularnych zespołów rockowych lat 60. Między innymi grupy Fleetwood Mac. Peter Green docenił grę Moore’a i przedstawił go wytwórni płytowej. Zespół wydał swój pierwszy album pt. Skid w 1970 roku. Druga, 34 Hours z 1971 roku – został zatytułowany tak, gdyż jego nagranie zajęło właśnie 34 godziny. G. Moore opuścił zespół (został zastąpiony przez Paula Chapmana) i dołączył do Thin Lizzy. Pozostały materiał, nagrany przez grupę w kolejnych latach, został wydany w latach 1990–1991. Wówczas Gary Moore wydał swój album zatytułowany Still Got the Blues, którym powrócił do czystego bluesowego stylu z początku lat 70.; zaś zespół Skid Row wykonywał muzykę z pogranicza hard rocka i heavy metalu, którą grał od późnych lat 70. do 1990 roku.
Mimo że grupa odniosła niewielki sukces poza Irlandią, jej wpływ na irlandzką scenę rockową (i w konsekwencji ogólnie na muzykę rockową) był ogromny.

## Oryginalny skład
- Phil Lynott – śpiew
- Brendan „Brush” Shiels – gitara basowa
- Bernard „Bernie” Cheevers – gitara
- Noel Bridgeman – perkusja

## Dyskografia
- 1970: Skid
- 1971: 34 Hours